# Nether Largie Cairns
De Nether Largie Cairns zijn drie grafheuvels (cairns) uit het neolithicum en de bronstijd, die deel uitmaken van een lineaire begraafplaats, gelegen in Kilmartin Glen in de Schotse regio Argyll and Bute.

## Beschrijving
De Nether Largie Cairns vormen samen met de Ri Cruin Cairn, die er 1,5 kilometer ten zuiden ligt, en de Glebe Cairn, die er ten noorden ligt, een lineaire begraafplaats.

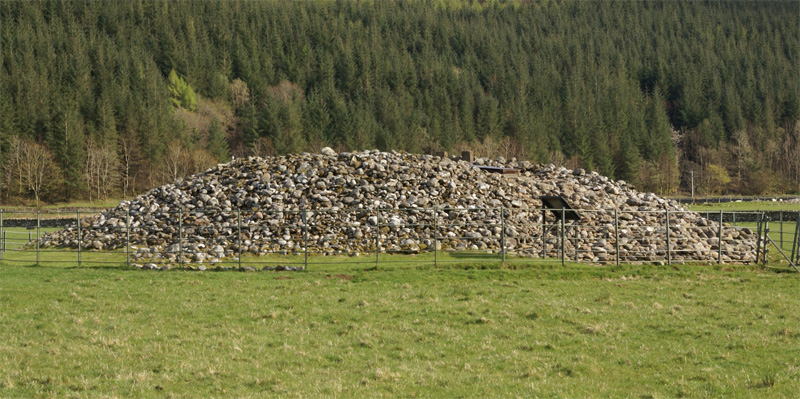
Nether Largie North Cairn gezien uit het noordwesten

### Nether Largie North Cairn
De Nether Largie North Cairn (56.128842° N, 5.493283° W) heeft een grafkamer die van bovenaf geopend kan worden. In de grafkamer bevindt zich een steenkist. De sluitsteen staat ernaast. Op deze sluitsteen zijn tien kervingen van bijlbladen en circa 40 putten (de zogenaamde cup marks) te zien. Dit zou erop kunnen duiden dat hier een belangrijk persoon begraven lag. Ook de noordelijke steenwand van de kist is voorzien van twee kervingen van bijlbladen.
De huidige bedekking van de grafheuvel is modern. De cairn werd uitgegraven in 1930. De cairn dateert uit de bronstijd, 2000 v.Chr.

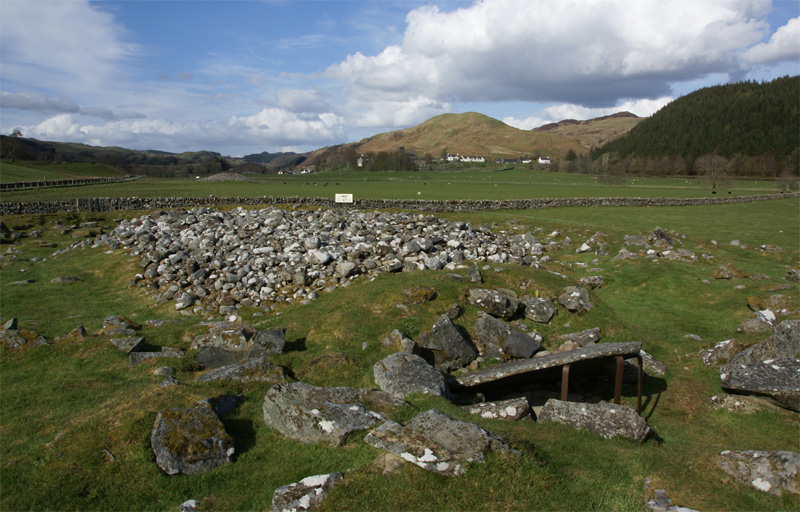
Nether Largie Mid Cairn gezien uit het zuiden

### Nether Largie Mid Cairn
De Nether Largie Mid Cairn (56.127945° N, 5.493201° W) dateert van de vroege bronstijd en bevat twee zichtbare grafkisten. De cairn was oorspronkelijk drie meter hoog en 30 meter in diameter. De cairn werd uitgegraven in 1929.
Tussen de Nether Largie Mid Cairn en de Nether Largie South Cairn heeft tot de negentiende eeuw nog een andere cairn gelegen, maar deze is compleet opgebruikt, de omwonenden gebruikten de stenen onder andere voor de aanleg van wegen.

### Nether Largie South Cairn
De Nether Largie South Cairn (56.124267° N, 5.496087° W) stamt uit het neolithicum. De cairn meet 40 meter in diameter. De grafkamer die in de heuvel ligt, is gebouwd met de dry masonry techniek, is ovaalvormig en meet 6 bij 1 tot 2 meter. Drie platte stenen delen de kamer in vier compartimenten. De ingang bevindt zich aan de noordzijde. In de hoek van de cairn liggen twee steenkisten, waarvan er slechts eentje zichtbaar is. Deze zijn hoogstwaarschijnlijk toegevoegd in de vroege bronstijd. De cairn werd uitgegraven in 1864. Er werd onder andere een pot gevonden, stammende uit 2400 v. Chr.; soortgelijke potten zijn ook gevonden op Bute. Er zijn verder potten gevonden die ook voorkomen in Duitsland, aan de Rijn en gedateerd worden op 2000 v.Chr. of vroeger.

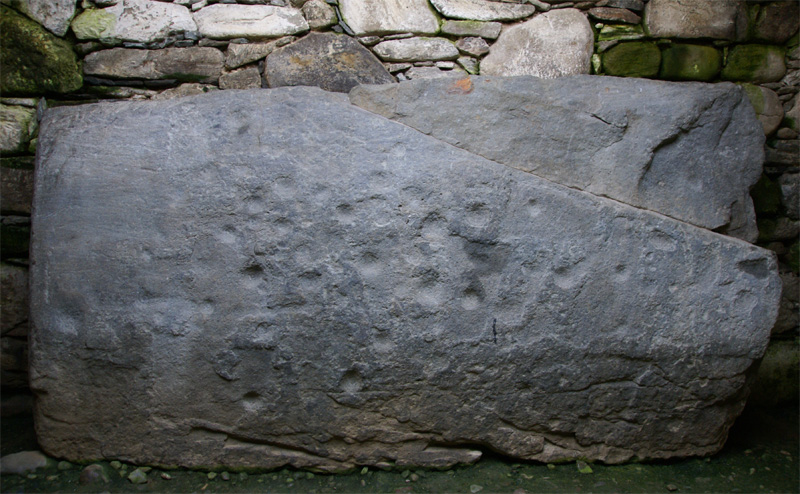
Nether Largie North Cairn: sluitsteen van het graf

## Beheer
De Nether Largie Cairns worden beheerd door Historic Environment Scotland, net als de nabij gelegen Temple Wood Stone Circles.